# Thaumalea austriaca
Thaumalea austriaca är en tvåvingeart som beskrevs av Edwards 1929. Thaumalea austriaca ingår i släktet Thaumalea och familjen mätarmyggor. Inga underarter finns listade i Catalogue of Life.